# Colonia México Lindo
Colonia México Lindo är en ort i Mexiko.   Den ligger i kommunen Tuxpan och delstaten Veracruz, i den sydöstra delen av landet, 240 km nordost om huvudstaden Mexico City. Colonia México Lindo ligger 37 meter över havet och antalet invånare är 686.
Terrängen runt Colonia México Lindo är platt. Runt Colonia México Lindo är det ganska tätbefolkat, med 160 invånare per kvadratkilometer. Närmaste större samhälle är Tuxpan de Rodríguez Cano, 5,5 km öster om Colonia México Lindo. Trakten runt Colonia México Lindo består till största delen av jordbruksmark.